# Unirea Alba Iulia
Unirea Alba Iulia – rumuński klub piłkarski z siedzibą w Alba Iulia.

## Historia
Chronologia nazw:
- 1924—1970: Unirea Mihai Viteazul Alba Iulia
- 1970—1997: Unirea Alba-Iulia
- 1997—2006: Apulum Alba Iulia
- 2006—...: Unirea Alba Iulia

Klub piłkarski Unirea Mihai Viteazul Alba Iulia został założony w 1924. Po 10 latach startował w II lidze, w której występował do 1939. Do 1947 klub wędrował między II a III ligą. Następnie w latach 1947–1970 występował w rozgrywkach regionalnych. Od 1970 klub ponownie zmagał się w II i III ligach. W sezonie 2002–03 klub zdobył awans do Ligi I. Po dwóch sezonach klub spadł do II ligi, a potem do III ligi. W 2006 klub odkupił sobie miejsce w II lidze od klubu Oltchim Râmnicu Vâlcea. A w sezonie 2008–09 zajął pierwsze miejsce i ponownie awansował do Ligi I.

## Sukcesy
- 6 miejsce Mistrzostw Rumunii: 2004
- półfinalista Pucharu Rumunii: 1991

## Stadion
Stadion Victoria-Cetate został zbudowany w 1982 roku. Może pomieścić 18 000 widzów. W 2004 został rekonstruowany.

## Aktualny skład
| Nr | Poz. | Piłkarz            |
| -- | ---- | ------------------ |
| 2  | OB   | Andrei Poverlovici |
| 5  | PO   | Răzvan Dâlbea      |
| 12 | BR   | Vlad Răducanu      |
| 7  | PO   | Nicolae Stanciu    |
| 9  | NA   | Silviu Mureșan     |
| 10 | PO   | Ciprian Selagea    |
| 14 | PO   | Călin Cristea      |
| 16 | OB   | Florin Ilie        |
| 17 | PO   | Florin Sabou       |
| 21 | NA   | Fabian Himcinschi  |
| 23 | OB   | Bogdan Bucurică    |
| 38 | BR   | Gabriel Rotaru     |
| 88 | BR   | Vlad Ignat         |
| 4  | OB   | Marius Pistol      |
| 8  | OB   | Norbert Varga      |

| Nr | Poz. | Piłkarz           |
| -- | ---- | ----------------- |
| 3  | OB   | Rareș Soporan     |
| 15 | OB   | Adrian Potopea    |
| 13 | OB   | Ioan Grozav       |
| 18 | OB   | Eduard Schuller   |
| 19 | OB   | Claudiu Oară      |
| 20 | OB   | Alexandru Giurgiu |
| 21 | OB   | Alexandru Vasinca |
| 22 | PO   | Cristian Bălaș    |
| 23 | PO   | George Negură     |
| 24 | NA   | Sergiu Costea     |
| 25 | NA   | Sergiu Buș        |
| 26 | NA   | Alexandru Popa    |
| 27 | NA   | Istvan Szabo      |
| 28 | NA   | Mircea Oprea      |